# Tésenfa
Tésenfa – wieś i gmina w południowej części Węgier, w pobliżu miasta Siklós, niedaleko granicy chorwackiej. Administracyjnie Tésenfa należy do powiatu Siklós, wchodzącego w skład komitatu Baranya i jest jedną z 53 gmin tego powiatu.

## Historia
Po raz pierwszy nazwa miejscowości pojawia się w dokumentach w 1346.

## Zabytki
- XIX w. kościół